# NR-DC
NR-DC (pour New Radio - Dual Connectivity) est une fonctionnalité avancée des réseaux 5G, définie par le 3GPP dans la Release 15 (2018).  
Elle permet à un terminal mobile de se connecter simultanément à deux stations de base 5G (gNodeB), afin d’agréger les débits, d’augmenter la fiabilité de la connexion et d’optimiser les performances réseau.

## Fonctionnement
Dans une architecture NR-DC, un terminal est connecté en parallèle à deux stations de base 5G NR :
- Une station principale (Master gNB), souvent sur une bande Sub-6 GHz.
- Une station secondaire (Secondary gNB), généralement sur une bande millimétrique (mmWave).

Les flux de données sont répartis dynamiquement entre ces deux connexions, en fonction de la qualité de service, de la charge réseau ou de la mobilité de l’utilisateur.  
Ce découplage du plan de contrôle et du plan utilisateur permet une flexibilité accrue dans la gestion des ressources radio.

## Différences avec EN-DC
NR-DC est une évolution du mode EN-DC (E-UTRA NR Dual Connectivity), utilisé au début du déploiement de la 5G.  
Là où EN-DC permettait une double connexion LTE + NR, NR-DC repose exclusivement sur des stations 5G NR, et s’inscrit dans une architecture dite autonome (Standalone, SA).
| Caractéristique   | EN-DC (4G/5G)           | NR-DC (5G/5G)                        |
| ----------------- | ----------------------- | ------------------------------------ |
| Réseaux impliqués | LTE + NR                | NR + NR                              |
| Mode réseau       | Non autonome (NSA)      | Autonome (SA)                        |
| Station d’ancrage | 4G (eNodeB)             | 5G NR (gNodeB)                       |
| Débits            | Limités par le lien LTE | Maximisés grâce à deux connexions NR |

## Avantages
NR-DC présente plusieurs avantages :
- Une augmentation significative des débits grâce à l’agrégation de plusieurs bandes.
- Une meilleure robustesse de la connexion, notamment en cas de fluctuation du signal.
- Une optimisation dynamique des performances selon les besoins (voix, vidéo, données critiques).
- Une étape clé vers les réseaux 5G 100 % autonomes.

## Usages et déploiements
Cette technologie est utilisée par les opérateurs dans leurs déploiements 5G autonomes, notamment en zones urbaines à forte densité ou dans les environnements industriels.  
Elle permet d’exploiter efficacement à la fois les bandes Sub-6 GHz (pour la couverture) et les bandes mmWave (pour la capacité), en assurant un équilibre entre portée et performance.